# 비닐장갑

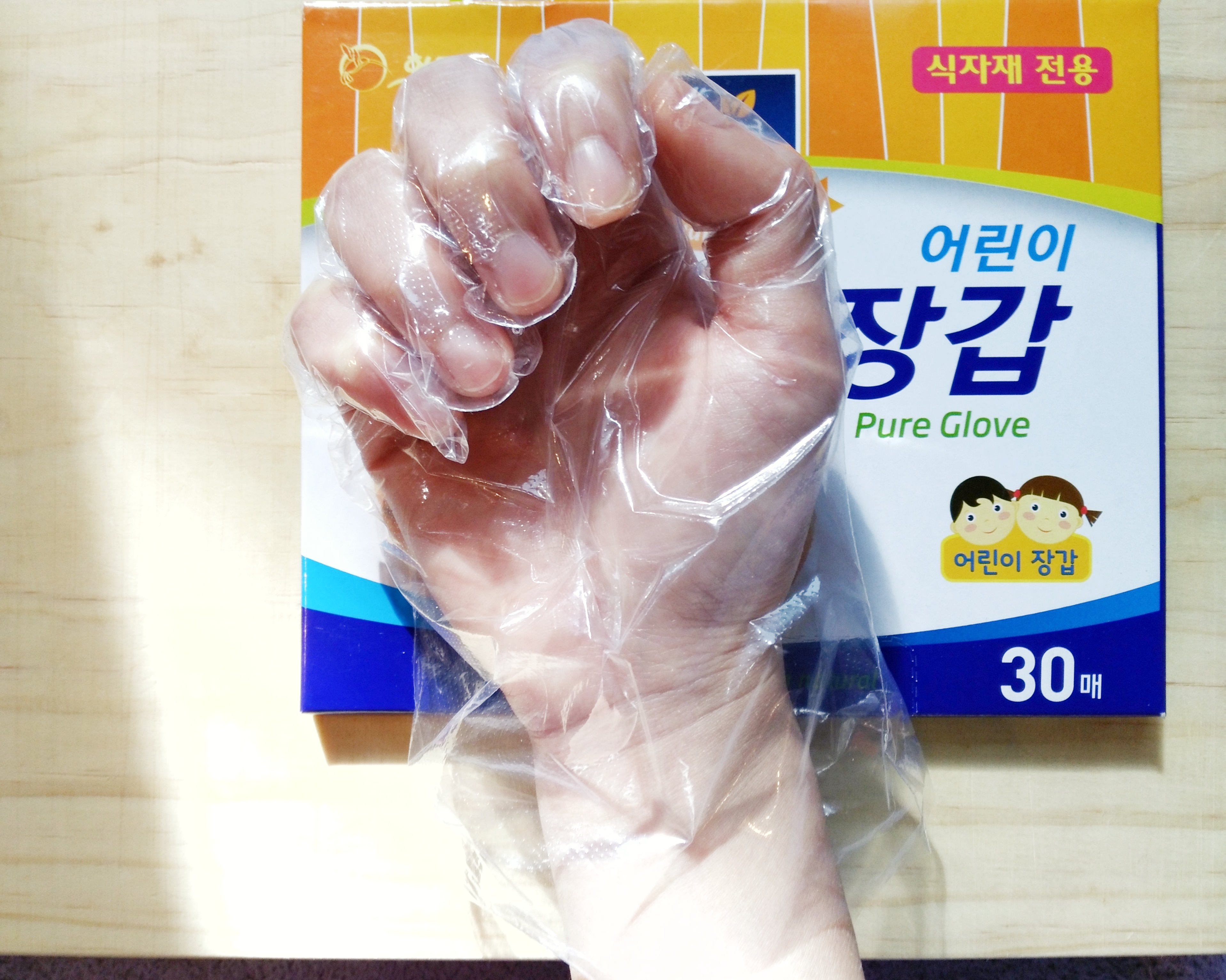
어린이용 비닐장갑

비닐장갑(vinyl掌匣)은 비닐로 만든 일회용 장갑이다. 요리할 때나 김치를 담글 때, 음식을 먹을 때 쓰며, 오염물을 처리할 때나 염색약 등 화학 물질을 취급할 때도 쓴다.

## 같이 보기
- 고무장갑
- 수술 장갑